# جیل تالی
جیل تالی (انگلیسی: Jill Talley؛ زادهٔ ۱۹ دسامبر ۱۹۶۲) یک هنرپیشه اهل ایالات متحده آمریکا است. وی از سال ۱۹۹۲ میلادی تاکنون مشغول فعالیت بوده‌است.
از فیلم‌ها یا برنامه‌های تلویزیونی که وی در آن نقش داشته است می‌توان به فیلم باب اسفنجی شلوار مکعبی، خدا آمریکا را در پناه خود نگه دارد، شیفته زن‌ها، فیلم باب اسفنجی: اسفنج بیرون از آب ، باب‌اسفنجی شلوار مکعبی اشاره کرد.